# Феде
Доминго Херман Саиз Вилегас (Моледо, 8. јун 1912 — Кантабрија, 24. април 1989), звани Феде, био је шпански фудбалер. Надимак је добио по имену брата који је умро пре него што се Доминго родио.
Рођен у Моледу, Кантабрија. Током своје клупске каријере играо је за Депортиво Алавес и Севиљу, за први пре почетка Шпанског грађанског рата, док за други након његовог завршетка (потписао је за Реал Сосиједад 1932, али никада није званично наступио за њих).
Одиграо је три утакмице за фудбалску репрезентацију Шпаније 1934. и учествовао је на Светском првенству 1934. године. Играо је у нерешеном резултату 1 : 1 са домаћином и шампионом Италијом, али не и у репризи у којој је Шпанија елиминисана.